# Голица
 Тази статия е за селото в Източна България.  За селото в Югозападна Украйна вижте Голица (Украйна).  
Голица (в миналото наричано и Гулица) е село в Североизточна България, част от община Долни чифлик в област Варна. Населението му е около 440 души (2022).

## География
Село Голица се намира в Източна Стара планина, в планински район. На север от селото е разположена верига от каменисти полуголи хребети, част от Камчийска планина. Те са наричани „Голеши“ като всеки голеш е именуван, например „Тенкия голеш“, „Големия голеш“, „Пенов голеш“, „Дидейова чука“, „Стара голица“ и други.
Отстоянието до Варна е 58 километра, а до общинския център Долни чифлик – 20 километра. От землището на селото извира Голишката река, която по-надолу се съединява с Еркешката и двете образуват река Двойница (Чифте дере, Куру Камчия/Суха Камчия), която се влива в Черно море при Обзор.
На северния склон на „Белчова голеш“ и „Калето“ има естествено находище на левурда (див чесън).

## История
В землището на Голица са разположени останките от фортификационното съоръжените „Хемски порти“, служило за отбрана на Византийската империя от нашествия от север. Археологически разкопки го датират към III – IV век.
Самите голичани се имат за преки потомци на аспаруховите прабългари, които са останали като остров между славянското население. В селото се говори на много интересен архаичен диалект, който е запазен. През годините на османската власт селото се е ползвало с привилегии като дервентджийско – задължение било на жителите да пазят Дюлинския проход. Нещо с което голичани много се гордеят е, че през владичеството в селото никога не са живели турци.
След Руско-турската война от 1828 г. – 1830 г. една част от жителите на с. Голица, начело с Кара Марин, бягат от турците в Русия, като се заселват в Бесарабия – сега Одеска област в Украйна. Там основават село и го наричат Голица. И до днес връзките на двете села не са прекъсвали. Тези връзки започват учениците, като си пишат писма – така наречените „до непознато другарче“, след това на няколко пъти групата за автентичен фолклор на българската Голица гостува в с. Голица – Украйна и съответно украинската Голица в България.
След Освобождението много голичани се заселват в освободени от изселени мюсюлмани земи, като са пренасят своя ваяшки диалект и фолклор в много села от Варненска, Бургаска и Добричка област.
През 1950 г. в селото функционира всестранна взаимоспомагателна кооперация.

## Население
Численост на населението според преброяванията през годините:
| \| Година на преброяване \| Численост \| \| --------------------- \| --------- \| \| 1934 \| 1287 \| \| 1946 \| 1458 \| \| 1956 \| 1547 \| \| 1965 \| 1245 \| \| 1975 \| 986 \| \| 1985 \| 917 \| \| 1992 \| 835 \| \| 2001 \| 714 \| \| 2011 \| 577 \| \| 2021 \| 433 \| |           |
| Година на преброяване | Численост |
| 1934 | 1287      |
| 1946 | 1458      |
| 1956 | 1547      |
| 1965 | 1245      |
| 1975 | 986       |
| 1985 | 917       |
| 1992 | 835       |
| 2001 | 714       |
| 2011 | 577       |
| 2021 | 433       |

Численост и дял на етническите групи според преброяването на населението през 2011 г.:
|                     | Численост | Дял (в %) |
| Общо                | 577       | 100.00    |
| Българи             | 573       | 99.30     |
| Турци               | –         | –         |
| Цигани              | ?         | ?         |
| Други               | –         | –         |
| Не се самоопределят | ?         | ?         |
| Неотговорили        | 1         | 0.17      |

## Култура
Голица, заедно със селата Козичино (Еркеч) и Аспарухово (Ченге), е един от центровете на етнографската група ваяци.
Читалището в селото е едно от работещите читалища, като към него има сформирани женска група за автентичен фолклор, детска група, танцов състав и много индивидуални участници.
Църковният храм е построен и осветен през 1850 г., именуван е на свети Димитър Солунски. Реставриран е през 1998 г. по инициатива на Църковното настоятелство (Михна Кръстева, Иванка Дойчева, Стойка Димитрова) и кмета Янко Трифонов Христов с финансовата подкрепа на кметството, фондация „Бъдеще за България“ на Елена Костова дарила 3 млн. лв. неденоминирани, завод „Дружба стил“ (г-н Димитров) 1500000 лв. неден., Община Д. Чифлик с кмет Н. Зюмбюлев. Дървеният материал е дарен от Горско стопанство Г. Чифлик с директор г-н Л. Кузов и други дарения от цялото население като най-активни са Стоян и Димо Яневи, Стойка Стоянова, Стефан Душев. Цялата реставрация се ръководи от архитект Олег Николов. След ремонта освещаването се извършва от митрополит Йоаникий Сливенски.
Традиционният събор на селото се чества на 8 ноември (Димитровден по стар стил). На върха на „Стара Голица“ има извор-чешма наречена „Светия кладенец“. Съществува традиция да се посреща изгревът на слънцето и да се пълни вода от „Светия кладенец“ на 6 май – Георгьовден.
Чества се и Петльовден на 2 февруари.
В първата седмица на месец август в местността „Гермето“ се провежда традиционния вайковски фолклорен събор – през 2008 г. участниците са от 43 вайковски села – над 800 души. Председател на журито е Георги Андреев – композитор-диригент на оркестъра на Държавния фолклорен ансамбъл „Филип Кутев“.

### Кухня
Типично за голишката кухня е приготвянето на парена баница (зелник), която се счита за върха на кулинарията.
Друго типично ястие, което се сервира за десерт, е така дървен булгур, който се приготвя от булгур и сушени плодове, като дренки, праскови, ябълки, сини сливи и се овкусява със захар. Приготвя се при весели и тъжни събития – сватба, кръщене, годежи и помени на починали, като традицията се е запазила и до днес. Друг интересен кулинарен специалитет е втасал пипер с чорба от диви круши, които предварително се заливат с вода и втасват с нея, сред което се овкусява с крухче сол и с нея се залива пиперът.

## Известни личности
Родени в Голица
- Атанас Георгиев (1805 – 1865) – възрожденски деец